# Honda XRV 750
La Honda XRV 750, chiamata anche Honda XRV 750 Africa Twin, è un enduro prodotta dalla casa motociclistica giapponese Honda Motor Co. Ltd. dal dicembre 1989 al 2003.

## Descrizione e storia

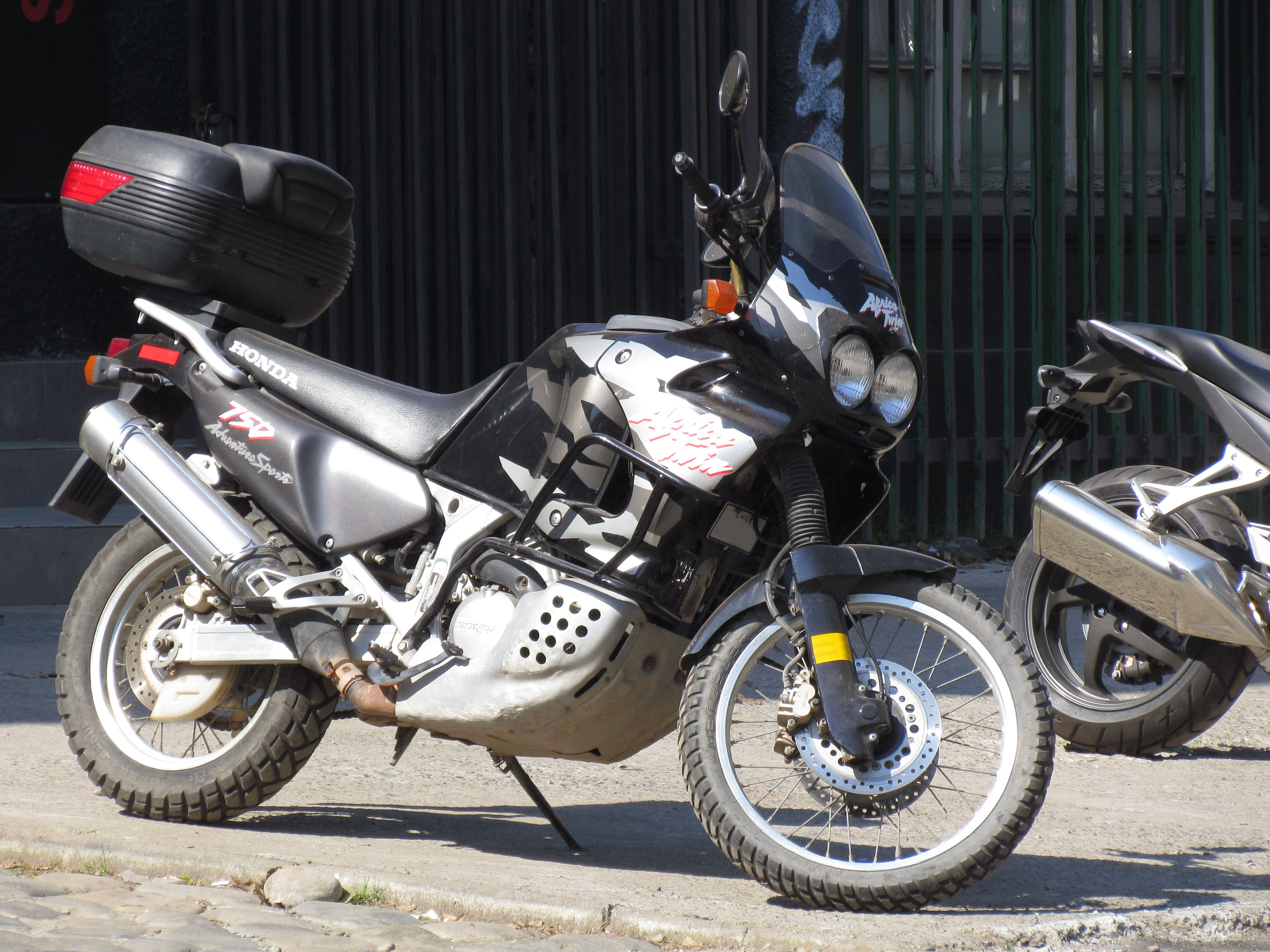
XRV 750 Africa Twin del 2000

L'XRV750 Africa Twin era una enduro mossa da un propulsore da 742 cm³, presentata per la prima volta nel dicembre 1989 e basata sulla Honda NXR 750 che vinse il rally Parigi-Dakar quattro volte alla fine degli anni '80 (dal 1986 al 1989).
Costruita in omaggio alle moto impiegate alla Rally Parigi-Dakar, l'Africa Twin era alimentata da un motore bicilindrico a V avente le bancate con angolo pari a 52°. Esternamente era dotata due fari circolari, un piccolo parabrezza, una lunga sella che si estendeva dal serbatoio fino al maniglione in alluminio e un portapacchi rivestito in plastica. Inoltre vi era una piastra di protezione in alluminio per proteggere la parte inferiore del motore da sassi e urti.

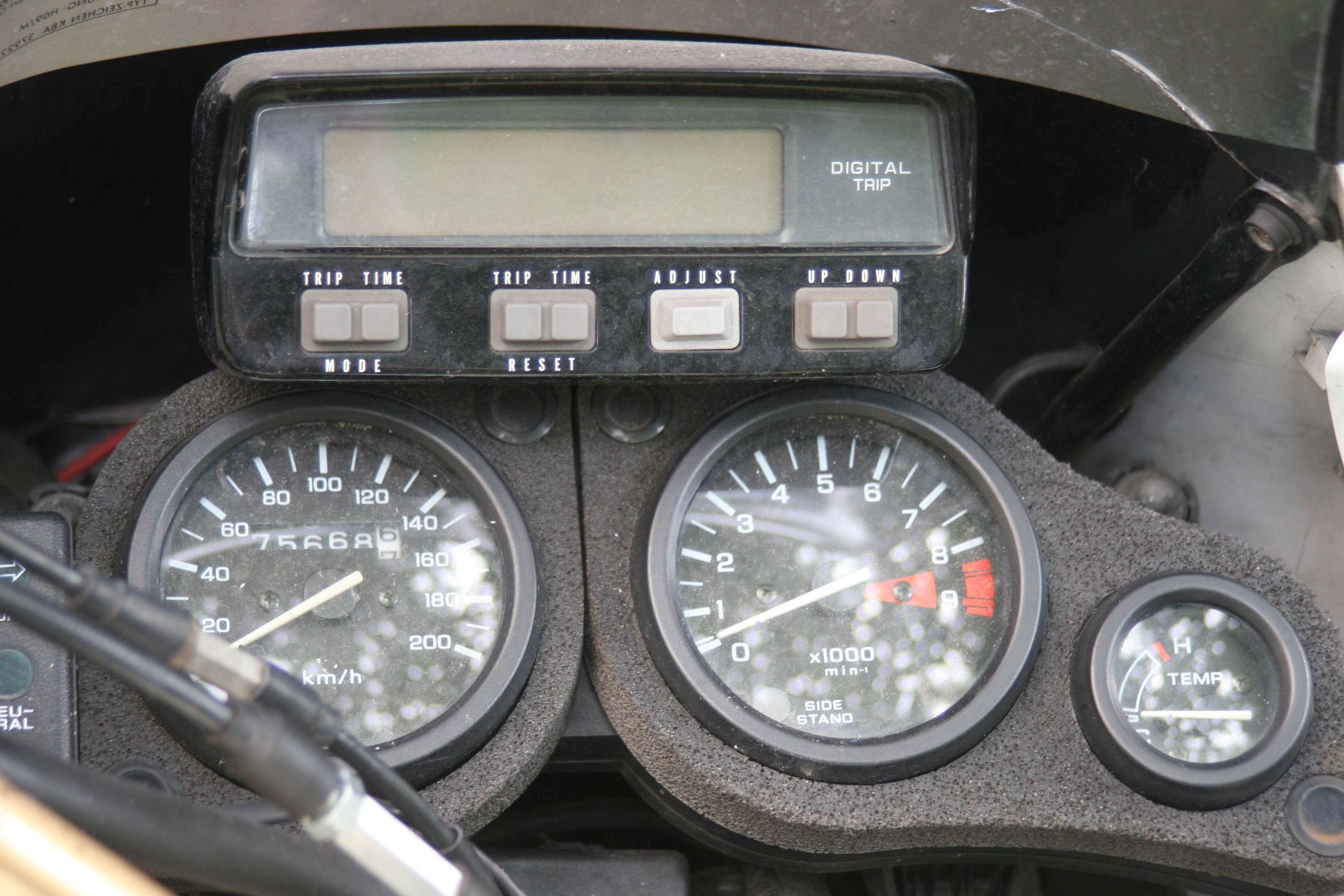
Quadro strumenti con "Tripmaster"

Il V2 da 742 cm³ raffreddato a liquido a quattro tempi aveva una particolare distribuzione SOHC a 6 valvole (3 per cilindro) e un sistema a doppia accensione con quattro candele (due per cilindro). La sospensione anteriore era costituita da una forcella telescopica a corsa lunga progettata appositamente per l'utilizzo in fuori strada. I freni erano a doppio disco all'anteriore e a disco singolo al posteriore.
Nel 1990 venne sottoposta ad un piccolo aggiornamento. Nel 1992 venne aggiunto il computer di bordo chiamato Tripmaster. La strumentazione dell'XRV venne dotata di un ampio display LCD montato sopra il tachimetro e il contagiri analogici, in maniera simile ai display di navigazione dei piloti della Dakar, che incorporava un timer elettronico e un contachilometri parziale. Nel 1993 la motocicletta subì un'importante riprogettazione che comprendeva un nuovo telaio, nuove parti in plastica della carrozzeria e serbatoio del carburante, modifiche al motore e una sella ribassata; vi fu un leggero aumentato di peso. Nel 1996 venne modificata la sella, fu migliorata la frizione, venne montato un silenziatore più grande, nuova carenatura superiore e un portapacchi; l'ammortizzatore posteriore non era più regolabile come sulle versioni precedenti

## Riepilogo versioni
|                             | Modelli da L a N (dal 1990 al 1992) | Modelli da P a S (dal 1993 al 1995) | Modelli T (dal 1996 in 2003) |
| --------------------------- | --- | --- | --- |
| Lunghezza                   | da 2315 a 2380 mm | da 2315 a 2380 mm | da 2315 a 2380 mm |
| Larghezza                   | 895 mm | 905 mm | 905 mm |
| Altezza                     | 1420 mm | 1430 mm | 1430 mm |
| Interasse                   | 1565 mm | 1565 mm | 1565 mm |
| Altezza sella               | 880 mm | 860 mm | 870 mm |
| Peso (a secco)              | 209 kg | 205 kg | 205 kg |
| Serbatoio (inclusa riserva) | 24 litri | 23 litri | 23 litri |
| Ruote                       | Anteriore a raggi da 21 pollici, cerchio in alluminio 1.85x21" Posteriore a raggi da 17 pollici, cerchio in alluminio 2.75x17" e 3.00x17" | Anteriore a raggi da 21 pollici, cerchio in alluminio 1.85x21" Posteriore a raggi da 17 pollici, cerchio in alluminio 2.75x17" e 3.00x17" | Anteriore a raggi da 21 pollici, cerchio in alluminio 1.85x21" Posteriore a raggi da 17 pollici, cerchio in alluminio 2.75x17" e 3.00x17" |
| Pneumatici                  | Anteriore 90/90-21 54V Posteriore 130/90-17 65V                                                                                           | Anteriore 90/90-21 54V Posteriore 140/80-R17 69H                                                                                          | Anteriore 90/90-21 54V Posteriore 140/80-R17 69H                                                                                          |

## Caratteristiche tecniche
| Caratteristiche tecniche - Honda XRV 750 RD04  | Caratteristiche tecniche - Honda XRV 750 RD04                              | Caratteristiche tecniche - Honda XRV 750 RD04                              | Caratteristiche tecniche - Honda XRV 750 RD04                              | Caratteristiche tecniche - Honda XRV 750 RD04                              | Caratteristiche tecniche - Honda XRV 750 RD04                              |
| ---------------------------------------------- | -------------------------------------------------------------------------- | -------------------------------------------------------------------------- | -------------------------------------------------------------------------- | -------------------------------------------------------------------------- | -------------------------------------------------------------------------- |
|                                                |                                                                            |                                                                            |                                                                            |                                                                            |                                                                            |
| Dimensioni e pesi                              |                                                                            |                                                                            |                                                                            |                                                                            |                                                                            |
| Ingombri (lungh.×largh.×alt.)                  | 2330 × 895 × 1420 mm                                                       | 2330 × 895 × 1420 mm                                                       | 2330 × 895 × 1420 mm                                                       | 2330 × 895 × 1420 mm                                                       | 2330 × 895 × 1420 mm                                                       |
| Altezze                                        | Sella: mm - Minima da terra: 225 mm                                        | Sella: mm - Minima da terra: 225 mm                                        | Sella: mm - Minima da terra: 225 mm                                        | Sella: mm - Minima da terra: 225 mm                                        | Sella: mm - Minima da terra: 225 mm                                        |
| Interasse: 1565 mm                             | Interasse: 1565 mm                                                         | Massa a vuoto: 210 kg                                                      | Massa a vuoto: 210 kg                                                      | Serbatoio: 24 lt                                                           | Serbatoio: 24 lt                                                           |
| Meccanica                                      |                                                                            |                                                                            |                                                                            |                                                                            |                                                                            |
| Tipo motore: Bicilindrico a 4 tempi a V di 72° | Tipo motore: Bicilindrico a 4 tempi a V di 72°                             | Tipo motore: Bicilindrico a 4 tempi a V di 72°                             | Tipo motore: Bicilindrico a 4 tempi a V di 72°                             | Raffreddamento: a liquido                                                  | Raffreddamento: a liquido                                                  |
| Cilindrata                                     | 742 cm³ (Alesaggio 81 × Corsa 72 mm)                                       | 742 cm³ (Alesaggio 81 × Corsa 72 mm)                                       | 742 cm³ (Alesaggio 81 × Corsa 72 mm)                                       | 742 cm³ (Alesaggio 81 × Corsa 72 mm)                                       | 742 cm³ (Alesaggio 81 × Corsa 72 mm)                                       |
| Distribuzione: SOHC a 6 valvole                | Distribuzione: SOHC a 6 valvole                                            | Distribuzione: SOHC a 6 valvole                                            | Alimentazione: 2 carburatori                                               | Alimentazione: 2 carburatori                                               | Alimentazione: 2 carburatori                                               |
| Potenza: 42 Kw (57 CV)                         | Potenza: 42 Kw (57 CV)                                                     | Coppia:                                                                    | Coppia:                                                                    | Rapporto di compressione: 9,0:1                                            | Rapporto di compressione: 9,0:1                                            |
| Frizione: dischi multipli in bagno d'olio      | Frizione: dischi multipli in bagno d'olio                                  | Frizione: dischi multipli in bagno d'olio                                  | Cambio: sequenziale a 5 marce (sempre in presa)                            | Cambio: sequenziale a 5 marce (sempre in presa)                            | Cambio: sequenziale a 5 marce (sempre in presa)                            |
| Accensione                                     | digitale CDI                                                               | digitale CDI                                                               | digitale CDI                                                               | digitale CDI                                                               | digitale CDI                                                               |
| Trasmissione                                   | a catena                                                                   | a catena                                                                   | a catena                                                                   | a catena                                                                   | a catena                                                                   |
| Avviamento                                     | elettrico                                                                  | elettrico                                                                  | elettrico                                                                  | elettrico                                                                  | elettrico                                                                  |
| Ciclistica                                     |                                                                            |                                                                            |                                                                            |                                                                            |                                                                            |
| Telaio                                         | in tubi quadri                                                             | in tubi quadri                                                             | in tubi quadri                                                             | in tubi quadri                                                             | in tubi quadri                                                             |
| Sospensioni                                    | Anteriore: Forcella telescopica / Posteriore: Monoammortizzatore idraulico | Anteriore: Forcella telescopica / Posteriore: Monoammortizzatore idraulico | Anteriore: Forcella telescopica / Posteriore: Monoammortizzatore idraulico | Anteriore: Forcella telescopica / Posteriore: Monoammortizzatore idraulico | Anteriore: Forcella telescopica / Posteriore: Monoammortizzatore idraulico |
| Freni                                          | Anteriore: a disco / Posteriore: a disco                                   | Anteriore: a disco / Posteriore: a disco                                   | Anteriore: a disco / Posteriore: a disco                                   | Anteriore: a disco / Posteriore: a disco                                   | Anteriore: a disco / Posteriore: a disco                                   |
| Pneumatici                                     | anteriore da 90/90 21; posteriore da 130/90 17                             | anteriore da 90/90 21; posteriore da 130/90 17                             | anteriore da 90/90 21; posteriore da 130/90 17                             | anteriore da 90/90 21; posteriore da 130/90 17                             | anteriore da 90/90 21; posteriore da 130/90 17                             |
| Fonte dei dati:                                |                                                                            |                                                                            |                                                                            |                                                                            |                                                                            |